# Józef Sękowski

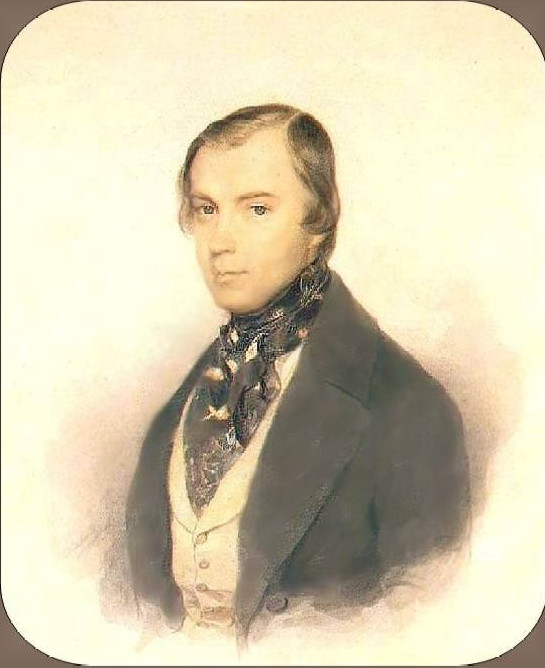
Józef Sękowski

Józef (Julian) Sękowski (Russisch: Осип Иванович Сенковский, Osip Ivanovitsj Senkovski)  (Antagonka (bij Vilnius), 31 maart [O.S. 19 maart] 1800 - Sint-Petersburg, 16 maart [O.S. 4 maart] 1858) was een Pools-Russisch literatuurcriticus, entertainer, schrijver, sinoloog, tibetoloog en mongoloog.
Józef Sękowski was een telg uit een Poolse szlachta-familie. Tijdens zijn studie aan de universiteit van Vilnius raakte hij gefascineerd door de oriëntalistiek. Na zijn studie Arabisch, Perzisch en Hebreeuws werd hij aangesteld bij het Russische diplomatieke gezantschap in Constantinopel, waardoor hij in de gelegenheid kwam om verschillende reizen te maken naar Syrië, Nubië en Egypte. In 1821 keerde hij terug naar de Russische hoofdstad, waar hij de leerstoel oriëntalistiek toegewezen kreeg aan de Staatsuniversiteit van Sint-Petersburg. Hij publiceerde baanbrekende studies over Chinese talen, het Mongools en Tibetaans.
In de jaren 1820 startte Sękowski met publicaties in populaire tijdschriften van Kondraty Rylejev en Faddej Boelgarin. In dit genre kreeg hij vooral bekendheid om zijn werk voor het Biblioteka dlja tsjtenia ("Leesbibliotheek"; 1833-1856), waarvan de volgens Nikolaj Gogol levendige en humoristische stijl zelfs de aandacht trok van mensen die nog nooit een boek in hun handen hadden gehad. Als literatuurcriticus had hij geen principes en huldigde hij het motto makkelijk leesbaar en weinig denkwerk.
Sękowski was een zeer productief schrijver die over een grote variëteit aan onderwerpen schreef, van wiskunde tot geneeskunde. Hij schreef een serie fantastische reisverhalen onder het pseudoniem Baron Brambeus, waaronder een verhaal over een reis naar het midden van de aarde (De sentimentele reis naar de Etna) en een boek naar een voorwereldlijke Egyptische beschaving die haar bloeitijd kende op de nu bevroren Siberische vlakte (De wetenschappelijke reis naar Beereiland). Tijdens zijn laatste jaren verlegde hij zijn aandacht van literatuur naar muziek en vond hij naar eigen zeggen een vijfsnarige viool uit. 
- Bibsys: 2032078
- Bibliothèque nationale de France: cb13744536z (data)
- CiNii: DA04000738
- Gemeinsame Normdatei: 100854745
- International Standard Name Identifier: 0000 0000 8143 7810
- Library of Congress Control Number: n88170386
- Nationale Bibliotheek van Letland: 000105596
- Nationale Bibliotheek van Tsjechië: js2006342191
- Nationale bibliotheek van Australië: 36557819
- Nationale Bibliotheek van Israël: 987007276440905171
- Nationale Bibliotheek van Polen: a0000001240067
- Nederlandse Thesaurus van Auteursnamen: 071127607
- Réseau des bibliothèques de Suisse occidentale: 02-A003821874
- SNAC: w6916nht
- Système universitaire de documentation: 086147889
- Trove: 1291339
- Virtual International Authority File: 64185259
- WorldCat: E39PBJjmR4CtmHXrXgJTyx7vHC